# ارتفاع رحم

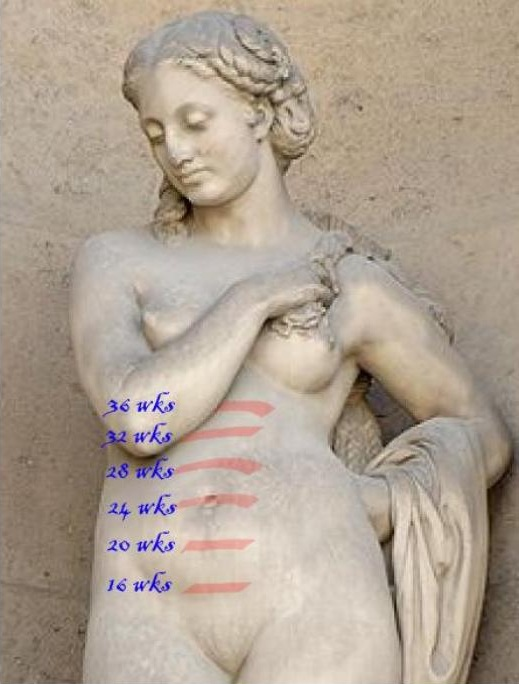
ارتفاع رحم طی هفته های ۱۶ تا ۳۶ بارداری مشخص شده روی یک مجسمه

ارتفاع رحم، فوندال‌هایت یا قانون مک دانلد، اندازه‌گیری ارتفاع رحم است که برای ارزیابی سن حاملگی و رشد جنین در طی بارداری است. این مقدار با اندازه‌گیری بالاترین نقطه رحم مادر تا لبه بالایی استخوان پوبیک به سانتی‌متر 